# Лебедев, Олег Владимирович (академик)
Олег Владимирович Лебедев (25 января 1940, Ташкент, УзССР, СССР — 1 августа 2010, Ташкент, Узбекистан) — советский и узбекский учёный-машиностроитель, доктор технических наук (1979), профессор (1980), академик Академии наук УзССР (1987). Депутат Верховного совета УзССР (1989—1990).

## Биография
Родился 25 января 1940 года в Ташкенте. В 1962 году окончил Ташкентский институт инженеров ирригации и механизации сельского хозяйства. С 1965 по 1971 годы — ассистент, доцент; с 1971 по 1980 годы — проректор по научной работе и профессор кафедры тракторов и автомобилей ТИИМСХ. С 1981 по 1987 годы — вице-президент среднеазиатского отделения ВАСХНИЛ. В 1987 году был избран действительным членом АН УзССР. С 1987 по 1994 годы — вице-президент и председатель физико-математического отделения АН Узбекистана; с 1994 года — заведующий лабораторией Института механики и сейсмостойкости сооружений. 
Научная работа связана с гидродинамической теорией систем рулевого управления колёсных и прочих механизмов; проектированием и расчётом источников давления гидравлических систем. Является автором более десяти монографий и 500 научных статей, посвящённых вопросам, связанным с сельскохозяйственным машиностроением, механизацией хлопководства, автотранспортной механике.
Скончался 1 августа 2010 года, похоронен на Боткинском кладбище.